# Praha 11
Městská část Praha 11 je tvořena katastrálními územími Chodov a Háje a leží na území městského obvodu Praha 4. Vznikla na území spravovaném po připojení k Praze roku 1968 MNV Praha-Chodov, jež mělo identické hranice jako území obce Chodov od roku 1967. V období let 1990–1994 se tato městská část nazývala Praha-Jižní Město. K 31. 12. 2024 měla 78 410 obyvatel.
Praha 11 je od centra Prahy vzdálena asi 8 km jihovýchodním směrem a je jedním z nejhustěji zalidněných míst v Česku. Velkou část území městské části zaujímají sídliště Jižní Město I. a Jižní Město II., nazývaná lidově Jižňák nebo Jižák, jimiž se zabývá samostatný článek. Samostatné články jsou věnovány i historickým obcím Chodov a Háje.

## Správní obvod Praha 11
Úřad městské části Praha 11 je pověřen výkonem rozšířené působnosti státní správy též pro území dalších městských částí:
- Praha-Šeberov tvořená katastrálním územím Šeberov na území městského obvodu Praha 4
- Praha-Újezd tvořená katastrálním územím Újezd u Průhonic na území městského obvodu Praha 4
- Praha-Křeslice tvořená katastrálním územím Křeslice na území městského obvodu Praha 10

Území rozšířené působnosti státní správy úřadu městské části Praha 11 (takzvaný správní obvod Praha 11) tedy zasahuje do dvou městských obvodů podle zákona o územním členění státu. Podobný přesah do dvou obvodů má i správní obvod Praha 17. Je tak narušena skladebnost samosprávného členění ve vztahu k územnímu členění státu a města.
Městská část Praha 11 je největší a nejlidnatější částí správního obvodu Praha 11.

## Historie Chodova a Hájů

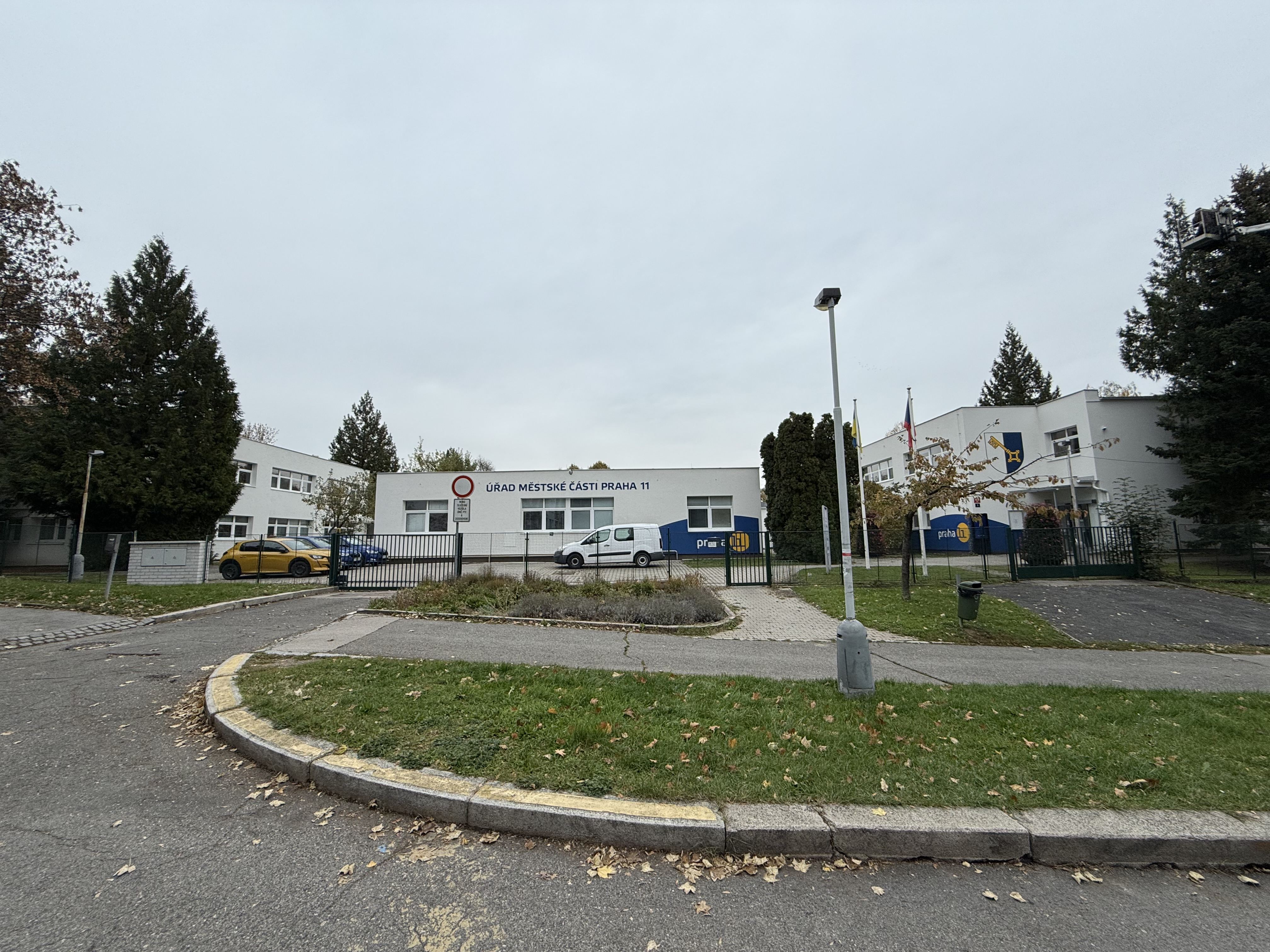
Úřad Prahy 11 sídlí v několika budovách, mimo jiné i v bývalé školce na jihovýchodním okraji sídliště Jižní Město I.

Území dnešní městské části se skládá z bývalé obce Chodov a osady Háje, které byly ku Praze přičleněny z původního okresu Praha-východ v roce 1968. Vesnice Chodov je poprvé připomínána v roce 1185, kdy její obyvatelé byli zmíněni jako svědci na jiném majetku, náležejícím vyšehradské kapitule. Nejstarší z několika málo staveb, které se z původní vesnice zachovaly, je Chodovská tvrz, která podle archeologických nálezů vznikla snad koncem 13. století jako gotická vodní tvrz na téměř kruhovém půdorysu, obklopeném vodním příkopem.
Obec Chodov měla začátkem 20. století 1328 obyvatel, do kterých se počítali také obyvatelé osad Litochleby, Chodovec, Šeberov a Hrnčíře (Šeberov a Hrnčíře se v roce 1909 oddělily). V období první republiky na chodovském území vznikala družstevní výstavbou čtvrť rodinných domů a vilek, dnes označovaná jako „starý Chodov“.
Háje byly a jsou menší než Chodov. Vznikly jako osídlení u dvora, doloženého v 17. století jako „Malý Hostivař“, ve vesnici se rozvinuly až v 18. století. Byly součástí Hostivaře, při připojení Hostivaře k Praze roku 1922 zůstaly Háje mimo Prahu a staly se samostatnou obcí.[zdroj?] Ze staré zástavby se zachovala kaple sv. Jana Nepomuckého z doby po roce 1841, nyní obklopená panelovými domy. Také v Hájích vznikala za první republiky vilová zástavba a čtvrť Nové Háje, většina domů však byla zbořena (okolo roku 1975) kvůli výstavbě sídliště. Součástí Hájů byl také dvůr Milíčov.

## Dnešní Praha 11

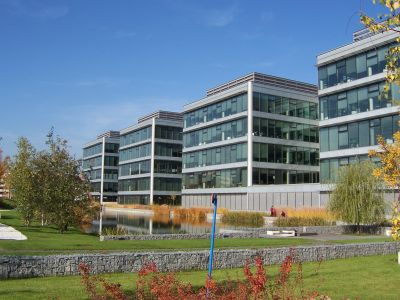
Administrativní centrum The Park na Chodově

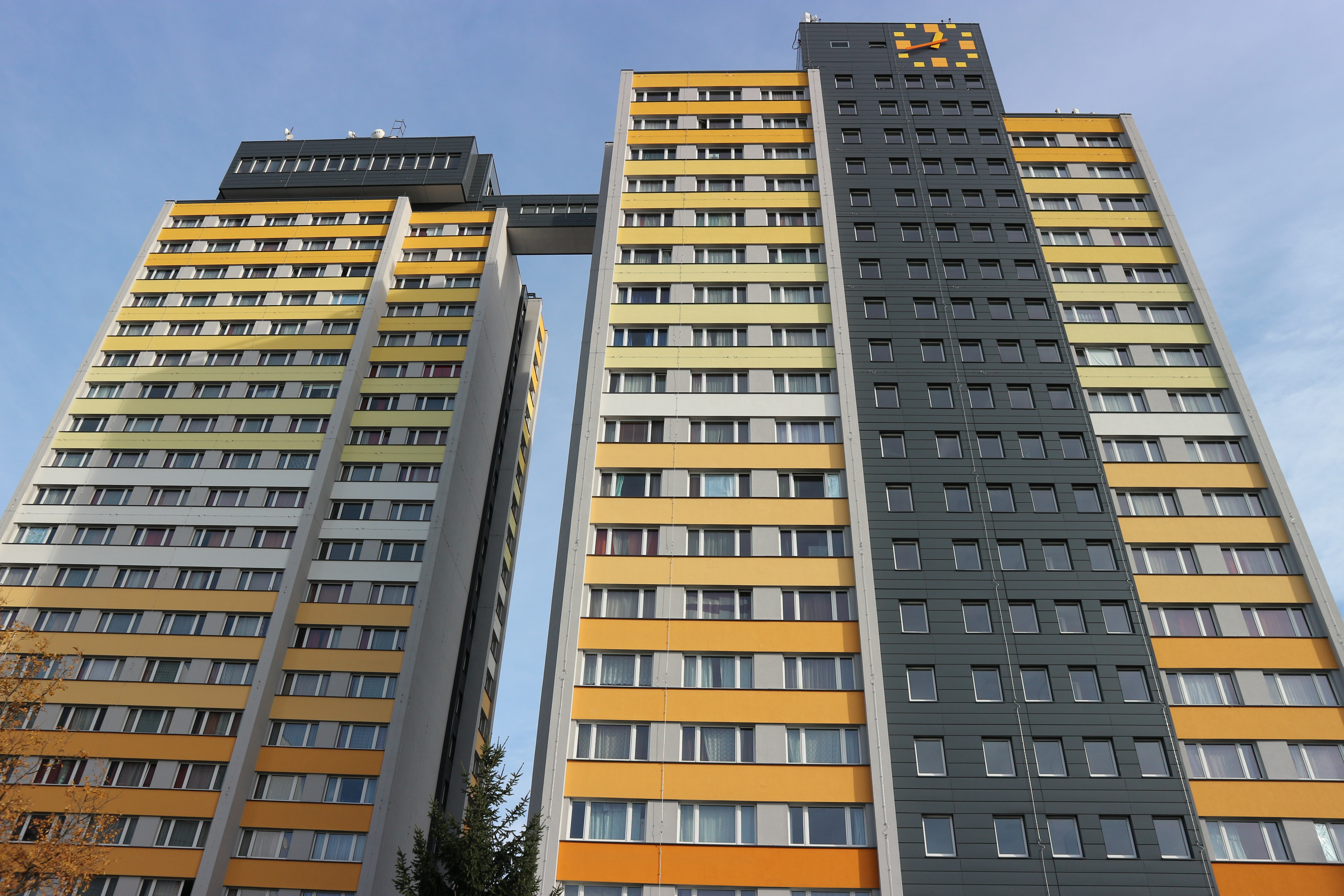
Ubytovna Kupa – dominanta Prahy 11

Největší část Prahy 11 zaujímají sídliště Jižní Město I. a Jižní Město II. Jejich historii a současnosti se věnuje článek Jižní Město.
Jižním Městem II. celková výstavba Prahy 11 neskončila. Vystavilo se zde obchodní centrum a vznikají nové menší obytné soubory. Nachází se zde druhé největší obchodní centrum v zemi, Westfield Chodov. Bylo postaveno v roce 2005, k rozšíření došlo v roce 2017 a do budoucna je chystána třetí etapa. Zahrnuje jak obchodní, tak administrativní prostory. V roce 2019 bylo přejmenováno z Centrum Chodov na Westfield Chodov.
V těsném sousedství obchodního centra a dálnice D1 se nachází rozsáhlé moderní administrativní centrum The Park, kde sídlí velké zahraniční firmy.
Význam nejen jako obchodní, ale také jako obytné místo a dominanta okolí měl mít i mrakodrap Poutník u stanice metra Háje, proti kterému ale protestovali někteří místní obyvatelé. Investor od výstavby nakonec na jaře 2007 ustoupil. Mezi nové obytné celky patří například sídliště Kulatý Chodovec při chodovsko-záběhlické hranici nebo obytný celek Křtiny v Milíčově. Měly zde stát také mrakodrapy Prague Eye Towers, které by byly nejvyššími v Česku.

### Kultura, rekreace a sport
V městské části působí kulturní centrum Zahrada (v minulosti též Klubko), Dům dětí a mládeže Jižní Město, pobočky městské knihovny Opatov a Jírovcovo náměstí a řada nákupních, vzdělávacích a sportovně-rekreační zařízení (síť sportovních hřišť i hal u škol). V blízkosti městské části se nachází Kunraticko-michelský les a Milíčovský les s převážně rekreační funkcí. Rekreaci napomáhá také krytý bazénový komplex Jedenáctka VS. Městská část pořádá různé akce pro veřejnost, děti i seniory.

### Doprava
Územím MČ neprochází žádná železniční ani tramvajová trať (v minulosti se však o zavedení tramvají uvažovalo). Páteří veřejné dopravy je zde linka metra C. U stanice metra Roztyly vzniklo roku 1988 významné autobusové stanoviště meziměstské dopravy, které nahradilo rušené autobusové nádraží Pankrác; později prošlo AN Roztyly modernizací a zastávky byly z příjezdových a odjezdových komunikací přesunuty do vlastního prostoru. Od stanic metra Opatov a Háje jezdí kromě městských i řada regionálních autobusových linek, převážně v rámci Pražské integrované dopravy, u stanice metra Chodov navazují převážně místní autobusové linky. Pro spojení s centrem mají význam ještě kapacitní metrobusové linky 136 a 213 přes Bohdalec, 177 přes Hostivař a 125 na Smíchovské nádraží.

## Seznam představitelů MČ Praha 11
| č.  | Portrét | Jméno                       |     |               | Začátek a konec v úřadu | Začátek a konec v úřadu | Volební období      |
| --- | ------- | --------------------------- | --- | ------------- | ----------------------- | ----------------------- | ------------------- |
| 1.  |         | Jiří Čumpelík               |     | OF            | listopad 1990           | leden 1992              | 1990–1994           |
| 2.  |         | Jiří Horký                  |     | OF            | leden 1992              | listopad 1994           | 1990–1994           |
| 3.  |         | Petr Jirava                 |     | ODS           | listopad 1994           | listopad 1998           | 1994–1998           |
| 3.  |         | Petr Jirava                 | SNK | listopad 1998 | listopad 2002           | 1998–2002               |                     |
| 4.  |         | Marta Šorfová               |     | ODS           | 26. 11. 2002            | 27. 11. 2006            | 2002–2006           |
| 5.  |         | Dalibor Mlejnský            |     | ODS           | 27. 11. 2006            | 10. 11. 2014            | 2006–2010 2010–2014 |
| 6.  |         | Jiří Štyler                 |     | HPP 11        | 10. 11. 2014            | 10. 11. 2016            | 2014–2018           |
| 7.  |         | Petr Jirava                 |     | ANO           | 19. 1. 2017             | 19. 2. 2019             | 2014–2018           |
| 8.  |         | Jiří Dohnal                 |     | Piráti        | 19. 2. 2019             | 21. 12. 2022            | 2018–2022           |
| 9.  |         | Šárka Zdeňková              |     | HPP 11        | 21. 12. 2022            | 7. 12. 2023             | 2022–2026           |
| --- |         | Jan Jaroš (pověřen řízením) |     | Praha 11 sobě | 7. 12. 2023             | 13. 6. 2024             | 2022–2026           |
| 10. |         | Martin Sedeke               |     | ODS           | 13. 6. 2024             | úřadující               | 2022–2026           |

### Zastupitelstvo
| Koalice (18)                                                                                     | Koalice (18)                                                  | Koalice (18)             | Opozice (17)                                              | Opozice (17) | Opozice (17)                                                                                     |
| HPP 11 · HPP 11 · HPP 11 · HPP 11 · HPP 11 · HPP 11 · HPP 11 · HPP 11 · HPP 11 · HPP 11 · HPP 11 | PRAHA 11 SOBĚ · PRAHA 11 SOBĚ · PRAHA 11 SOBĚ · PRAHA 11 SOBĚ | Piráti · Piráti · Piráti | ANO · ANO · ANO · ANO · ANO · ANO · ANO · ANO · ANO · ANO | Společně pro Prahu 11 - ODS a NK · Společně pro Prahu 11 - ODS a NK · Společně pro Prahu 11 - ODS a NK · Společně pro Prahu 11 - ODS a NK | TOP 09, Starostové a nezávislí · TOP 09, Starostové a nezávislí · TOP 09, Starostové a nezávislí |